# 磚紅非洲脂鯉
磚紅非洲脂鯉為輻鰭魚綱脂鯉目脂鯉亞目鮭脂鯉科的其中一種，為熱帶淡水魚，分布於非洲剛果河、三比西河、庫邦河、卡里巴湖、Dilolo湖等流域，體長可達14公分，棲息在沙泥底質、水質清澈、流動緩慢且植被生長的沼澤、溪流及湖泊，屬肉食性，生活習性不明，可做為食用魚。

## 扩展阅读
維基物種上的相關：磚紅非洲脂鯉